# Ullaste
Koordinaten: 58° 42′ N, 23° 35′ O
Ullaste (deutsch Ullast) ist ein Dorf (estnisch küla) in der Landgemeinde Lääneranna im Kreis Pärnu (bis 2017: Landgemeinde Hanila im Kreis Lääne) in Estland.
Der Ort hat acht Einwohner (Stand 31. Dezember 2011). Er liegt sechzehn Kilometer westlich der Stadt Lihula nahe der Ostsee-Bucht Topi laht.